# 421 Zähringia
421 Zähringia è un asteroide della fascia principale. Scoperto nel 1896, presenta un'orbita caratterizzata da un semiasse maggiore pari a 2,5403653 UA e da un'eccentricità di 0,2827691, inclinata di 7,77249° rispetto all'eclittica.
Il suo nome è dedicato alla famiglia dei sovrani di Baden, discendenti degli antichi duchi di Zähringen.